# Dianthus micranthus
Dianthus micranthus är en nejlikväxtart som beskrevs av Pierre Edmond Boissier och Heldr. Dianthus micranthus ingår i släktet nejlikor, och familjen nejlikväxter. Inga underarter finns listade i Catalogue of Life.